# Sandra Afrika
Sandra Prodanović (en serbio cirílico: Сандра Продановић; n. 1 de abril de 1988, Belgrado), más conocida por el nombre artístico de Sandra Afrika (Сандра Африка), es una cantante serbia de turbo-folk y considerada un símbolo sexual en la industria musical serbia.

## Biografía
Sandra nació en Belgrado, entonces capital de Yugoslavia, en la familia Prodanović, hija de Jasmin y hermana de Miloš y Anita. Comenzó su carrera como miembro de un grupo de baile del cantante de turbo-folk serbio Mile Kitić. Durante este período, los medios de comunicación balcánicos hicieron hincapié en la joven Prodanović y sus coreografías, que decidió probar suerte como solista. En 2007 lanzó su primer sencillo, "Afrika", su seudónimo actual.
Sandra Afrika continuó trabajando y grabando dos o más canciones por año. Junto con el popular canal de música serbio DM SAT, Sandra lanzó en 2011 su álbum debut, Sandra. El álbum incluye sus primeros nueve sencillos grabados desde "Afrika" a partir de 2007 hasta la fecha de lanzamiento. Tres años antes, en octubre de 2009, publicó un disco compacto con las primeras cinco canciones grabadas, entre ellas "E pa neću", que fue acompañado de un videoclip con imágenes muy provocativas.
A finales de septiembre de 2012 lanzó el sencillo "Neko će mi noćas napraviti sina", cuyo videoclip ganó popularidad debido a las sensuales imágenes de Sandra. El mismo caso se produjo a finales de abril de 2013, cuando, en colaboración con el músico y productor rumano Costi Ioniță lanzó el sencillo "Devojka tvog druga" (La chica de tu amigo), una versión del sencillo "Neblagodaren" de la cantante búlgara de chalga Andrea. Esta vez, el vídeo fue calificado como muy provocativo y fue prohibido en YouTube para los usuarios anónimos y menores de edad.

## Discografía
| - Afrika (2007) - Kad me vidiš (2008) - Kad zaplačem (2008) - E pa neću (2009) - Pogledaj me (ft. Deni Boneštaj) (2009) - Baš mi je žao (2009) | - Vrela noć (2010) - Molićeš me (2011) - Samo poželi (ft. Srećko Savović) (2011) - Crni Mile (2011) - Crni Mile (2011) - Divlja jagoda (2012) | - Nemam limit (ft. Shwarz) (2012) - Abrakadabra (2012) - Neko će mi noćas napraviti sina (2012) - Devojka tvog druga (ft. Costi Ioniță) (2013) - Oči plave (ft. Saša Kapor) (2014) - 300 čuda (ft. Marko Vanilla) (2014) | - Bye bye (ft. Costi Ioniță) (2014) - Haljina bez ledja (ft. MC Stojan) (2014) - Devojački san (ft. Costi Ioniță) (2014) - Pozovi ga ti (ft. Goca Tržan) (2015) - Usne bez karmina (2015) - Ljubav stara (2015) |